# 11-я танковая бригада
11-я танковая бригада — воинское соединение  Вооружённых сил СССР в Великой Отечественной войне.
Сокращённое наименование — 11 тбр.

## История бригады
Формирование бригады проходило с 2 сентября по 3 октября 1941 года в посёлке Костерёво Московской области на базе 217-го танкового полка, по изменённым штатам № 010/75—010/83, 010/87 от 13 сентября 1941 года. Получила комплект машин Харьковской сборки и была укомплектована полностью.
Период вхождения в действующую армию: с 03.10.1941 по 21.12.1941, с 29.03.1942 по 26.12.1942 и с 01.02.1943 по 18.02.1944 года.

### В обороне под Мценском
С началом операции «Тайфун» направлена в действующую армию. В 12:00 04.10.1941 года первый эшелон бригады прибыл в Мценск, и бригада вошла в состав 1-го гвардейского стрелкового корпуса Д. Д. Лелюшенко.
6 октября 1941 года вступила в бой, действуя из засад северо-западнее Мценска в двух километрах к юго-западу от деревни Железница, вела тяжёлые бои, зачастую попадая в полуокружения.
Согласно журналу боевых действий, утром 10 октября 11-я танковая бригада получила приказ отправляться на погрузку на станцию Горбачево, однако в 14:00 в связи с критическим положением во Мценске получила приказ Д. Д. Лелюшенко вернуться обратно. В 17:20 подойдя к городу, бригаде поставлена задача выбить из него немцев, чтобы дать выйти через Мценск 4-й танковой бригаде М. Е. Катукова. Однако эта задача выполнена не была из-за наступления темноты. 10-11 октября в боях в городе и при попытке уничтожения захваченных немцами 7-ми установок БМ-13-16 бригада потеряла 5 танков Т-34, 5 танков КВ-1, 65 раненых, 16 убитых и 84 солдата и офицера пропало без вести.

### На тульском направлении
19 октября на основании директивы командования 26-й армии 11-й мотострелковый батальон и рота лёгких танков (10 Т-26) из состава бригады, расположенной в городе Чернь, направлены в район Тулы.
В середине октября командующий немецкой 2-й танковой армией генерал-полковник Гейнц Гудериан ввёл в действие свой 47-й моторизованный корпус в направлении Тёплое (Тульская область), где с 20 октября развернулись ожесточённые бои. При этом немецкая 2-я полевая армия, которая в начале октября действовала левее 2-й танковой армии, была направлена на правый фланг 47-го танкового корпуса в направлении Ефремов — Елец. В то же время, 24-й моторизованный корпус 2-й танковой армии возобновил наступление вдоль Тульского шоссе (Москва — Серпухов), где был задержан частями 1-ro гвардейского стрелкового корпуса и 11-й танковой бригады, действующей главным образом из засад.
Из воспоминаний генерал-полковника Л. М. Сандалова:

К вечеру 24 октября из района Мценска возвратился на самолёте наш делегат. Плохие новости доложил он Захарову:
Тяжесть удара противника легла в основном на плечи 6-й гвардейской стрелковой дивизии и 11-й танковой бригады. Главным образом они в течение двух суток сдерживают натиск в несколько раз превосходящих их сил противника. Нанесли им значительный урон в людях и боевой технике, особенно в танках. Но и сами понесли очень большие потери. Сегодня пал на поле боя командир танковой бригады подполковник В. А. Бондарь. В общем наши войска под Мценском поредели и едва ли продержатся до завтрашнего утра.

24 октября из-за ошибок, допущенных командованием 11-й танковой бригады, 24-му танковому корпусу немцев удалось овладеть городом Чернь (Тульская область) и далее передовым отрядом развить наступление на рабочий посёлок Плавск. В 22:30 командный пункт бригады в Черни был атакован немецкими танками. По немецким данным, мёртвый подполковник В. А. Бондарев был найден танкистами 35-го танкового полка 4-й танковой дивизии в одном из домов с пистолетом в руке:

Когда полковник Эбербах обустраивался в доме в городе Чернь, там обнаружили мертвого русского полковника танковых войск с пистолетом в руке. Он покончил жизнь самоубийством. Из его бумаг стало ясно, что он был командиром танковой бригады, которая столь ожесточенно и упорно сражалась с нашим танковым полком. Судя по всему, он не захотел пережить позор, вызванный разгромом его бригады. Полковник Эбербах отдал честь своему храброму противнику и приказал похоронить его.

Для задержки противника, в район Плавска была срочно переброшена 108-я танковая дивизия (всего около 40 танков и мотострелки), которая совместно с остатками 11-й танковой бригады заняла оборону в районе Юрьево — Мармыжи. Все 9 танков 11-й танковой бригады вместе со своим мотострелковым батальоном и с мотострелковым полком 108-й танковой дивизии перекрыли железную и шоссейную дороги на Тулу. Танки 108-й дивизии находились в подвижном противотанковом резерве защитников Плавска. 26 октября немецкая пехота и танки при поддержке авиации несколько раз безуспешно атаковали советские позиции, которые были отбиты огнём артиллерии и укрытых в засадах танков 108-й танковой дивизии и 11-й танковой бригады. С наступлением темноты немцы предприняли последнюю атаку, но решительной контратакой советских танкистов они были отброшены назад с большими потерями. Всего за 26 октября 108-й танковой дивизией было уничтожено 13 танков, 4 орудия, 7 пулемётов, 5 миномётов, 8 транспортных машин и до батальона пехоты.
На следующий день 27 октября немецкие танки обошли позиции защитников Плавска с флангов и вынудили командование Брянского фронта отвести обороняющиеся части на Тульский боевой участок, на ближние подступы к Туле.
В ходе октябрьских боёв бригада понесла огромные потери. Из донесения о численном составе Брянского фронта, состав 11-й танковой бригады на 1 ноября 1941 года — 130 человек, автомашин и танков нет.
2 ноября 1941 года принято решение о расформировании бригады.
По другим данным, в середине ноября 11-я танковая бригада имела 5 исправных танков, которые совместно со стрелковым полком 299-й стрелковой дивизии обороняли Дедилово. А мотострелковый батальон 11-й танковой бригады и 108-я танковая дивизия (около 2000 человек, 30 танков Т-26) составляли резерв командующего 50-й армии и находились во втором эшелоне на рубеже рек Шат и Дон.
На 18 ноября 1941 года бригада находилась во втором эшелоне левого фланга Западного фронта и была вынуждена отходить из района Епифани. К вечеру 20 ноября 1941 года вела бои в районе Болохово. 21 ноября после прорыва обороны по реке Шат и захвата Узловой и Сталиногорска, остатки 11-й, 32-й танковых бригад и 108-й танковой дивизии направлены в Венёвский боевой участок, созданный для ликвидации немецкого прорыва и прикрытия Венёвского направления.
На 21 ноября 1941 года обороняла непосредственные подступы к Венёву. Венёвский боевой участок с переменным успехом оборонялся до конца дня 24 ноября. 23 ноября бригада участвовала в контрнаступлении, нанося удар на Семьянь. 24 ноября немецкая 17-я танковая дивизия (полковник Рудольф-Эдуард Лихт) обошла город с востока, вынудив его защитников отойти в северном направлении. Город Венёв пал, а Венёвский боевой участок прекратил своё существование как боевая единица. 32-я танковая бригада, остатки 124-го танкового полка и мотострелковый батальон 11-й танковой бригады отошли в район Тулы.
Российский историк М. В. Коломиец отмечает, что оборона Венёвского боевого участка была ослаблена из-за отсутствия связи между засадами и ударной группой, а также вследствие малочисленности пехоты (всего 30 танков и 500 человек пехоты, включая пехоту танковых бригад). Однако эти уроки были учтены при организации обороны боевыми участками на всем левом фланге Западного фронта, где не было сплошной линии фронта. Кроме того, действия танков из засад сорвали планы немецкого командования с ходу прорваться к переправам на реке Ока у Каширы, Серпухова и Коломны, а также позволили более прочно подготовить оборону Каширского, Лаптевского, Зарайского и Рязанского боевых участков.
На 27 ноября 1941 года отходила с боем в северо-восточном направлении с рубежа реки Осётр.
В 1942 году 11-я танковая бригада вела локальные бои на рубеже юго-западнее Юхнова.

### Дальнейшие боевые действия
В конце 1942 года принимала участие в Ржевско-Сычевская операции, в её рамках участвовала Погорело-Городищенской операции, понесла большие потери.
В начале 1943 года, не закончив переформирование, направлена на Юго-Западный фронт, совершила марш своим ходом в район Донбасса, пройдя за 13 дней около 700 километров, наступала в направлении Красноармейска, затем отошла на рубеж реки Северский Донец.
Участвовала в Донбасской стратегической наступательной операции и Запорожской операции 1943 года.
28.08.1944 года преобразована в Харькове в 9-ю учебную танковую бригаду.

## Подчинение
- Резерв Ставки ВГК — на 01.10.1941 года.
- Брянский фронт, 1-й особый гвардейский стрелковый корпус — с 04.10.1941 года.
- Брянский фронт, 50-я армия — на 01.11.1941 года
- Западный фронт, 50-я армия — на 01.12.1941 года
- Резерв Ставки ВГК — на 01.01.1942 года.
- Резерв Ставки ВГК, Московский военный округ — на 01.03.1942 года
- Западный фронт, 50-я армия — на 01.04.1942 года
- Западный фронт, 20-я армия — на 01.08.1942 года
- Московский военный округ — на 01.01.1943 года
- Брянский фронт, 3-я армия, 20-й танковый корпус — на 01.02.1943 года
- Юго-Западный фронт, фронтовое подчинение — на 01.03.1943 года
- Юго-Западный фронт, 3-я гвардейская армия — на 01.06.1943 года.
- Юго-Западный фронт, фронтовое подчинение — на 01.09.1943 года
- 3-й Украинский фронт, фронтовое подчинение — на 01.11.1943 года
- 3-й Украинский фронт, 8-я гвардейская армия — на 01.01.1944 года
- Резерв Ставки ВГК — на 01.03.1944 года.
- Харьковский военный округ — на 01.05.1944 года.

## Состав
- Управление бригады
- Рота управления
- Разведывательная рота
- 11-й танковый полк (до 26.12.1941 года)
- Мотострелково-пулемётный батальон
- Противотанковый дивизион
- Зенитный дивизион
- Автотранспортная рота
- Ремонтная рота
- Санитарный взвод
- 11-й отдельный танковый батальон (c 26.12.1941 года)
- 236-й отдельный танковый батальон (c 26.12.1941 года)

## Укомплектованность
- на 16.10.1941 — 25 танков, в том числе: 4 КВ-1, 12 Т-34 и 10 лёгких танков[16]

## Командиры
- Бондарев, Виктор Александрович (28.9.1941 — октябрь 1941), подполковник[17]
- Арман, Поль Матисович (??.??.1941 — 01.12.1941), полковник ??
- Бокарев, Иван Григорьевич (16.04.1942 — 28.05.1942), подполковник
- Арман Поль Матиссович (29.05.1942 — 18.06.1942), полковник
- Балыков, Михаил Михайлович (19.06.1942 — 13.01.1943), полковник
- Ерисов, Александр Трофимович (15.01.1943 — 30.03.1943), полковник
- Лашенчук, Николай Иванович (02.12.1941 — 09.04.1942), подполковник, с 11.02.1942 полковник
- Филиппенко, Дмитрий Алексеевич (31.03.1943 — 18.02.1944), майор, с 01.06.43 — подполковник.

## Прочие факты
В ноябре 1941 года на фронт прибыла специальная комиссия с целью изучить новые типы советских танков. В состав комиссии, прибывшей во 2-ю танковую армию, входили известные конструкторы: профессор Порше (фирма «Нибелунген»), инженер Освальд (фирма MAN) и доктор Адерс (фирма «Хеншель»). В расположении 35-го танкового полка 4-й танковой дивизии комиссия провела подробные технические исследования тяжёлых танков КВ-1, КВ-2 и среднего Т-34, вероятно из состава 11 тбр, потерянных 6.10.1941 на шоссе от Орла до Мценска. Результаты, полученные комиссией, способствовали ускорению работ немецких конструкторов.